# Кузьмин, Виктор Васильевич
Виктор Васильевич Кузьмин (26 ноября 1950 — 8 февраля 2010) — советский хоккеист, российский тренер. Мастер спорта СССР международного класса, Заслуженный тренер России.

## Биография
Воспитанник спортивного клуба «Сокол» (Ленинград). В сезоне 1970/71 играл во второй лиге за «Динамо» Ленинград. В чемпионате 1971/72 провёл пять игр за СКА. Следующие четыре сезона отыграл во второй лиге в составе «Шторма». Играл за СКА в сезонах 1977/78 — 1985/86 и за фарм-клуб ВИФК / «Звезда» Оленегорск/Ленинград / СКА-2 во второй лиге в сезонах 1979/80 — 1990/91.
Победитель Кубка Шпенглера 1977. Неоднократный победитель Спартакиад дружественных армий.
Окончил Ленинградский государственный педагогический институт имени А. И. Герцена.
В сезонах 1986/87 — 1988/89 — тренер в СКА, бронзовый призёр чемпионата 1986/87. Играющий помощник тренера (1990/91), главный тренер (1991/92 — 1993/94, 1998/99 — 2002/03), тренер (1994/95 — 1997/98) СКА-2. Тренер юношеских команд СКА (2005/06 — 2006/07).
Скончался в феврале 2010 года в возрасте 59 лет. Похоронен на Волковском кладбище.